# Osoiro Eanes Mariño
Osoiro Eanes Mariño (también Osorio Anes y Osoir’Anes) fue un trovador gallego del siglo XIII, activo entre 1220 y 1240. Es considerado como una de los trovadores gallegos con más influencia provenzal.

## Biografía
Es hijo de Johan Froiaz de Valadares. Miembro de la familia noble de los Mariño, vinculada al monasterio de Tojosoutos y con mucha influencia entre Noya y Finisterre. Es considerado hermano de los también trovadores Martin Eanes y Pero Eanes. Estudió en París sobre el año 1220 y fue canónigo en Santiago de Compostela. Hay constancia documental de que vivió la menos hasta 23 de marzo de 1243.

## Obra
Se conservan 8 cantigas de amor suyas en el Cancionero de la Biblioteca Nacional de Lisboa. Sus composiciones están orientadas al abandono del servicio amoroso por el surgimiento de un nuevo amor.